# Blandin
Blandin és un municipi francès situat al departament de la Isèra i a la regió d'Alvèrnia-Roine-Alps. L'any 2007 tenia 147 habitants.

## Demografia

### Població
El 2007 la població de fet de Blandin era de 147 persones. Hi havia 60 famílies de les quals 20 eren unipersonals (16 homes vivint sols i 4 dones vivint soles), 16 parelles sense fills i 24 parelles amb fills.
La població ha evolucionat segons el següent gràfic:
Habitants censats

### Habitatges
El 2007 hi havia 73 habitatges, 61 eren l'habitatge principal de la família, 6 eren segones residències i 5 estaven desocupats. 68 eren cases i 5 eren apartaments. Dels 61 habitatges principals, 47 estaven ocupats pels seus propietaris, 7 estaven llogats i ocupats pels llogaters i 7 estaven cedits a títol gratuït; 3 tenien dues cambres, 10 en tenien tres, 19 en tenien quatre i 29 en tenien cinc o més. 41 habitatges disposaven pel capbaix d'una plaça de pàrquing. A 26 habitatges hi havia un automòbil i a 28 n'hi havia dos o més.

### Piràmide de població
La piràmide de població per edats i sexe el 2009 era:
| Homes | Edats   | Dones |
| ----- | ------- | ----- |
| 0     | 95 o +  | 0     |
| 0     | 90 a 94 | 0     |
| 0     | 85 a 89 | 0     |
| 0     | 80 a 84 | 0     |
| 4     | 75 a 79 | 0     |
| 12    | 70 a 74 | 0     |
| 4     | 65 a 69 | 4     |
| 4     | 60 a 64 | 12    |
| 4     | 55 a 59 | 0     |
| 4     | 50 a 54 | 4     |
| 16    | 45 a 49 | 8     |
| 4     | 40 a 44 | 8     |
| 8     | 35 a 39 | 4     |
| 0     | 30 a 34 | 4     |
| 0     | 25 a 29 | 0     |
| 8     | 20 a 24 | 0     |
| 4     | 15 a 19 | 12    |
| 4     | 10 a 14 | 0     |
| 0     | 5 a 9   | 0     |
| 0     | 0 a 4   | 4     |

## Economia
El 2007 la població en edat de treballar era de 95 persones, 88 eren actives i 7 eren inactives. De les 88 persones actives 84 estaven ocupades (47 homes i 37 dones) i 4 estaven aturades (4 dones i 4 dones). De les 7 persones inactives 4 estaven jubilades, 2 estaven estudiant i 1 estava classificada com a «altres inactius».

### Ingressos
El 2009 a Blandin hi havia 62 unitats fiscals que integraven 145 persones, la mediana anual d'ingressos fiscals per persona era de 17.414 €.

### Activitats econòmiques
Dels 6 establiments que hi havia el 2007, 1 era d'una empresa de construcció, 1 d'una empresa de comerç i reparació d'automòbils, 1 d'una empresa immobiliària, 2 d'empreses de serveis i 1 d'una entitat de l'administració pública.
L'únic servei als particulars que hi havia el 2009 era una agència immobiliària.
L'any 2000 a Blandin hi havia 11 explotacions agrícoles que ocupaven un total de 385 hectàrees.

## Poblacions més properes
El següent diagrama mostra les poblacions més properes.